# 윤자운
윤자운(尹子雲, 1416년 ~ 1478년)은 조선 초기의 문신이다. 자는 망지(望之), 호는 낙한재(樂閑齋), 시호는 문헌(文憲)이다. 본관은 무송(茂松)이다.

## 생애
세종의 총애를 받은 집현전학사 윤회의 손자이며 신숙주의 처남이다. 1444년(세종26) 식년시(式年試) 병과(丙科)에 1위로 급제해 집현전부수찬, 이조좌랑, 사간원좌헌납, 응교 등의 벼슬을 지냈다. 그 뒤 동부승지와 도승지를 거쳐 수양대군이 즉위하자 좌익공신 3등에 책록되고 이어서 병조판서와 예조판서, 공조판서, 이조판서 등의 벼슬을 지낸 뒤 우참찬, 좌참찬, 우찬성, 좌찬성 등을 두루 거쳐 우의정이 되고 좌의정으로 승진한 뒤 영의정에 올랐다.

## 인물
조선왕조실록에서 사관은 윤자운에 대해 다음과 같이 평했다.
사신(史臣)이 논평하기를, “윤자운은 성질이 편협하고 다른 재능(才能)이 없는데, 두 번이나 정승으로 들어가서 건명(建明)한 바가 없었고, 이시애(李施愛)의 난(亂)에 도적이 조정을 속이고자 하여 위서(僞書)를 지어서 협박해 서명(署名)하게 하니, 윤자운이 머리를 숙이고 그대로 따랐으며, 매양 도적을 대하여 반드시 대인(大人)이라고 일컬으니, 듣는 자가 비루하게 여겼다. 아침 저녁으로 일찍이 어머니의 집을 지나면서 보살피지 아니함이 많았으므로, 그 마을 사람이 서로 이르기를, ‘이 할머니는 아들이 없다.’고 하였다.” 하였다.— 《성종실록》 9년(1478) 5월 14일 5번째 기사

## 가족 관계
- 할아버지 : 윤회(尹淮)
  - 아버지 : 윤경연(尹景淵)
  - 어머니 : 이백인의 딸 연안 이씨, 판전의감사 이량의 손녀, 공조전서 이계손의 증손녀
    - 아들 : 윤한(尹瀚)
      - 손자 : 윤화명(尹化溟)

## 관련 작품

### 드라마
- 《인수대비》 (JTBC, 2011년~2012년 배우:박규점)

## 참고 자료
- 윤자운 - 한국학중앙연구원